# فائز شاكر
فائز شاكر (بالإنجليزية: Faiz Shakir)‏ هو ناشط سياسي أمريكي، ولد في 1980 في فلوريدا في الولايات المتحدة.

## وصلات خارجية
- فائز شاكر على موقع IMDb (الإنجليزية)